# 국방보건국
국방보건국(Defense Health Agency (DHA))는 평시와 전시에 상관없이 통합사령부에 미국 육군, 미국 해군, 미국 공군 삼군에 의료지원을 제공하기 위해 2013년 10월 1일에 설립된 미국 국방부 산하 보건관리 기능 전투지원기관(CSA)이다.

## 역사
국방보건국은 2013년 10월 1일부터에 설립되어 보건방위차관(ASD(HA))으로부터 트라이케이 건강 프로그램을 이관받아 운영하고 있다. 수도권 의무합동태스크포스(JTF CapMe)에서 관장하던 수도권의 군사 보건 체계는 수도권 국방보건망로서 운영하고 있다.

## 조직 구조

### 지도부
- 국장 1명 민간인
- 부국장 1명 민간인
- 선임 Enlisted Leader 1명 군인 주임원사
- 참모장 1명 군인 준장
- 의료행정관리(Health Care Administration) - 부장: 민간인 / 부부장: 군인
- 자원 및 인사 통합(Resources and Personnel Integration) - 부장: 민간인 / 부부장: 군인
- 지원(Support) - 부장: 민간인 / 부부장: 군인
- 운영, 계획, 및 훈련(Operations, Plans, and Training) - 부장: 민간인 / 군인

### 의료
의료행정관리(Health Care Administration)
- Healthcare Operations 의료운영 (약국 운영)
- Medical Affairs - DHA 대학원 의학 교육(GME) 프로그램
- Public Health 보건
- Armed Forces Medical Examiner System 국군의료부검체계
- TRICARE Health Plan TRICARE 진료 계획

### Defense Health Network
국방보건망(Defense Health Network)
- 대서양 Defense Health Network Atlantic
- 중앙 Defense Health Network Central
- 대륙 Defense Health Network Continental
- 동부 Defense Health Network East
- 유럽 Defense Health Network Europe
- 인도-태평양 Defense Health Network Indo-Pacific
- 국가수도권 Defense Health Network National Capital Region
- 태평양 Defense Health Network Pacific Rim
- 서부 Defense Health Network West

### Resources and Personnel Integration
자원 및 인사 통합(Resources and Personnel Integration)
- Administration and Management 사무관리
- Resource Management 자원관리 (J-8)
- Contract Resource Management 계약자원관리

### Support
- 의무군수 - 국방의료군수원 / 육군의무군수사령부?
- 국방보건국 계약처
- Acquisition and Sustainment 조달 및 유지
- 연구 및 공학 Research and Engineering
- 연구 및 개발(의무연구개발사령부)
- Program Executive Office Medical Systems

### 운영, 계획, 및 훈련
- 운영
- 전략, 계획, 및 분석
- 교육 및 훈련
- 의료교육훈련캠퍼스
- Armed Services Blood Program
- Joint Trauma System

## 같이 보기
- 미국 육군 의무사령부, 미국 육군외과총감
- 해군: 의학외과국(영어판), 미국 해군외과총감
- 공군의무사령부, 미국 공군외과총감
- 건강과학 제복근무대학교(영어:Uniformed Services University of the Health Sciences)

## 인용
1. ↑  “Organizational Structure”. 《Defense Health Agency》 (미국 영어). 2024년 3월 26일에 확인함.
2. ↑  “Health Care Administration”. 《Defense Health Agency》 (미국 영어). 2024년 3월 26일에 확인함.
3. ↑  “Defense Health Networks”. 《Defense Health Agency》 (미국 영어). 2024년 3월 26일에 확인함.
4. ↑  “Resources and Personnel Integration”. 《Defense Health Agency》 (미국 영어). 2024년 3월 26일에 확인함.
5. ↑  “Assistant Director Support”. 《Defense Health Agency》 (미국 영어). 2024년 3월 26일에 확인함.
6. ↑  “Operations, Plans, and Training”. 《Defense Health Agency》 (미국 영어). 2024년 3월 26일에 확인함.